# أنطون كوبولا
أنطون كوبولا (بالإنجليزية: Anton Coppola) هو معلم موسيقى وملحن أمريكي، (ولد في بروكلين في الولايات المتحدة 1917 – 2020 م).

## وصلات خارجية
- أنطون كوبولا على موقع IMDb (الإنجليزية)
- أنطون كوبولا على موقع ميوزك برينز (الإنجليزية)
- أنطون كوبولا على موقع قاعدة بيانات برودواي على الإنترنت (الإنجليزية)